# Ahmet Şık
Ahmet Şık (ur. 1970 w Adana) – turecki dziennikarz śledczy, autor kilku książek, związkowiec, deputowany do Wielkiego Zgromadzenia Narodowego Turcji. 

## Życiorys
Jego książka İmamın Ordusu, badająca kontrowersyjny ruch Gülena islamskiego kaznodziei Fethullaha Gülena, doprowadziła do jego przetrzymywania przez rok, w latach 2011–2012, oraz skonfiskowania i zakazania książki. Ta została następnie wydana pod inną nazwą – 000Kitap. Był oskarżony w sprawie OdaTV w procesach Ergenekon; jego sprawę zajął się angielski PEN, stowarzyszenie pisarzy walczących o wolność słowa. W 2016 prokurator w tej sprawie wniósł o uniewinnienie Şıka. W dniu 29 grudnia 2016 Şık został ponownie zatrzymany pod zarzutem „propagandy organizacji terrorystycznych”, w związku z 11 opublikowanymi przez niego tweetami. Następnego dnia sędzia w Stambule nakazał aresztowanie Ahmeta. Według prawników Şıkowi odmówiono dostępu do porady prawnej, przetrzymywano go w izolatce i nie podawano wody pitnej przez trzy dni.
Od 1990 pracował jako reporter i fotoreporter dla takich gazet jak „Milliyet”, „Cumhuriyet”, „Evrensel”, „Yeni Yüzyıl”, „Birgün”, „Radikal” oraz „Nokta”.

### Kariera polityczna
Şık został wybrany do Wielkiego Zgromadzenia Narodowego Turcji z ramienia Ludowej Partii Demokratycznej (HDP) z drugiego okręgu wyborczego w Stambule w wyborach parlamentarnych w 2018. W kwietniu 2020 opuścił HDP, co argumentował tym, że stała się partią establishmentu i odchodził od demokracji. W kwietniu 2021 dołączył do Partii Pracujących Turcji (TİP). 

## Publikacje
- Kırk katır kırk satır. Ergenekon'da Kim Kimdir? (2010; razem z Ertuğrul Mavioğlu)[14]
- Kırk katır kırk satır 2, Ergenekon'da kim kimdir? (2011; razem z Ertuğrul Mavioğlu[15])
- Pusu: devletin yeni sahipleri (2012)[16]
- 000Kitap (2012); początkowo wydana pod nazwą İmamın Ordusu[1]
- Paralel Yürüdük Biz Bu Yollarda (2014)
- İtham Ediyorum (2018; razem z Timur Soykan)[17]